# Cuthbert von Lindisfarne

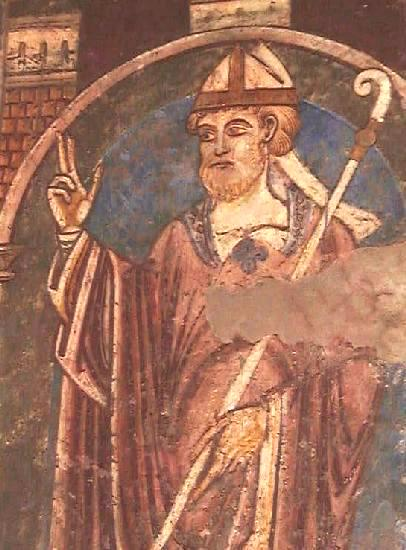
Fresko des Heiligen Cuthbert in der Kathedrale von Durham

Cuthbert von Lindisfarne (* um 635 wohl bei Dunbar, Schottland; † 20. März 687 auf den Farne-Inseln) war ein northumbrischer Mönch und Bischof von Lindisfarne. Er soll viele Wunder gewirkt haben und wird als Heiliger verehrt.

## Leben

### Jugend
Cuthbert wurde um 635 wahrscheinlich in der Nähe von Dunbar an der Südostküste Schottlands geboren. Seine Mutter soll Sabina, die Schwester des Dichters Cenn Fáelad mac Ailella, gewesen sein.
Beda Venerabilis zufolge war er ein ganz normaler Junge, der mit den Altersgenossen spielend wetteiferte. Nachdem ihm ein Engel offenbart hatte, wie er seine lahme Hüfte heilen konnte, fand er zum Glauben. Durch ein Gebet konnte er einen Sturm besänftigen und Mönche aus Seenot retten. Er war Schafhirte, als er sah, wie die Seele Aidans von Lindisfarne von Engeln in den Himmel getragen wurde. Tiefbewegt von dieser Vision beschloss er, der Welt zu entsagen.

### Geistliche Laufbahn als Mönch und Prior in Melrose und Ripon
Cuthbert trat 651 in das Benediktinerkloster von Melrose ein, als Eata dort Abt war, und wurde von irischen Mönchen erzogen. Er wurde vom Prior Boisil unterrichtet und übertraf die anderen Mönche an Disziplin, Frömmigkeit, Eifer und Gelehrsamkeit. Er verfügte über große körperliche Kraft und war von robuster Statur, obwohl ihn sein Hüftleiden zeitlebens leicht behinderte. Dabei war er freundlich und von angenehmem Wesen.
Als König Ealhfrith von Deira ein Kloster in Ripon gründete, folgte Cuthbert seinem Abt Eata und wurde dort praepositus hospitum (Prior). Nachdem Ealhfrith Anhänger des römischen Ritus wurde, mussten Eata und Cuthbert im Jahr 661 mit den anderen Anhängern des iro-schottischen Ritus nach Melrose zurückkehren.
Im Jahr 664 suchte eine Seuche Britannien heim. Cuthbert erkrankte schwer, doch genas er bald wieder, während sein Lehrer Boisil starb. Cuthbert übernahm darauf das Amt des Priors und missionierte auf teilweise mehrwöchigen Reisen im weiteren Umfeld des Klosters, da etliche Einwohner vom Glauben abgefallen waren.

### Prior in Lindisfarne 664–676
Eata wurde 664 von den Mönchen zum Abt von Lindisfarne ernannt, nachdem Colman das Kloster verlassen hatte. Bald darauf wurde er auch Bischof von Lindisfarne und holte Cuthbert aus dem Kloster Melrose als Propst und Lehrer ins Kloster Lindisfarne. Cuthbert beugte sich den Beschlüssen der Synode von Whitby und führte mit Geduld und Nachsicht den römischen Ritus im bis dahin iro-schottischen Kloster ein. In späteren Jahren zog er sich in einen abgelegenen Teil des Klosters in die Einsamkeit zurück.

### Eremit auf Inner Farne 676–684
676 zog er sich aus dem Kloster auf eine der unbewohnten Farne-Inseln, südöstlich von Lindisfarne, zurück. Dort errichtete er ein Grubenhaus als Einsiedelei und ein weiteres Gebäude als Gästehaus. In den folgenden Jahren lebte er dort allein, von seinen Klosterbrüdern mit Nahrung versorgt. Später baute er Gerste an, um sich selbst zu versorgen.
Der Ruf seiner Heiligkeit verbreitete sich in Northumbria und lockte zunehmend Pilger auf die Insel. Daher legte er Regeln für den Umgang der Pilger mit den Eiderenten und anderen hier nistenden Seevögeln fest. Damit hat er das wohl erste Naturschutzgesetz der Geschichte geschaffen. Ihm zu Ehren wird die Eiderente auch St.-Cuthbert-Ente (im Englischen Cuddy-Duck) genannt.
Im Jahr 684 verließ Cuthbert seine Einsiedelei, traf sich mit der Äbtissin Elfleda, einer Schwester des Königs Ecgfrith und sagte ihr den Tod des Königs voraus.

### Bischof von Hexham 684–685 und Lindisfarne 685–687
Das Konzil von Twyford wählte unter dem Vorsitz von König Ecgfrith und Erzbischof Theodor von Canterbury im Jahr 684 Cuthbert als Nachfolger des abgesetzten Bischofs Trumbert zum Bischof von Hexham. Cuthbert bevorzugte jedoch Lindisfarne. So tauschten Cuthbert und Eata 685 die Diözesen und Eata wurde zum zweiten Mal Bischof von Hexham, während Cuthbert am 26. März 685 zum Bischof von Lindisfarne geweiht wurde.
Als Bischof reiste Cuthbert oft in Begleitung junger Geistlicher predigend durch seine Diözese und besuchte die Gemeinden, zog sich aber auch immer wieder in seine Einsiedelei zurück. Eine Legende berichtet, dass der damalige Priester Æthelwald um 686 Bischof Cuthbert von Lindisfarne auf seinen Reisen begleitete und Zeuge wurde, wie Cuthbert Æthelwalds Schwester von einer langwierigen und schmerzhaften Krankheit heilte. Eine Seuche in seiner Diözese forderte zahlreiche Todesopfer; einige Gemeinden wurden nahezu entvölkert.
Im Januar 687 kehrte er auf die Farne-Inseln zurück, wo er zwei Monate später am 20. März 687 nach einer dreiwöchigen Erkrankung (Auszehrung und stark blutende Geschwüre an den Füßen) am gleichen Tag wie sein Freund Herbert von Derwent Water starb. Er wurde in der Klosterkirche von Lindisfarne in einem Steinsarkophag neben dem Altar beerdigt.

## Wunder
Sankt Cuthbert soll bereits zu Lebzeiten zahlreiche Wunder bewirkt haben:
- Errettung aus Seenot
- Löschen von Bränden
- Krankenheilungen
- Präkognition
- Finden von Nahrung bei Hunger
- Exorzismus
- Verwandlung von Wasser in Wein

Auch an Cuthberts Grab sollen sich zahlreiche Krankenheilungen ereignet haben.

## Reliquie und Heiligenverehrung
Bischof Eadberht erlaubte den Mönchen, seinen Amtsvorgänger Cuthbert am 20. April 699 (11. Bestattungstag) zu exhumieren, um ihn in einen oberirdischen Sarkophag neben dem Altar umzubetten. Der Legende nach wurde der Leichnam vollständig unverwest vorgefunden. Durch dieses Wunder stieg Cuthberts Ruhm im ganzen Land.

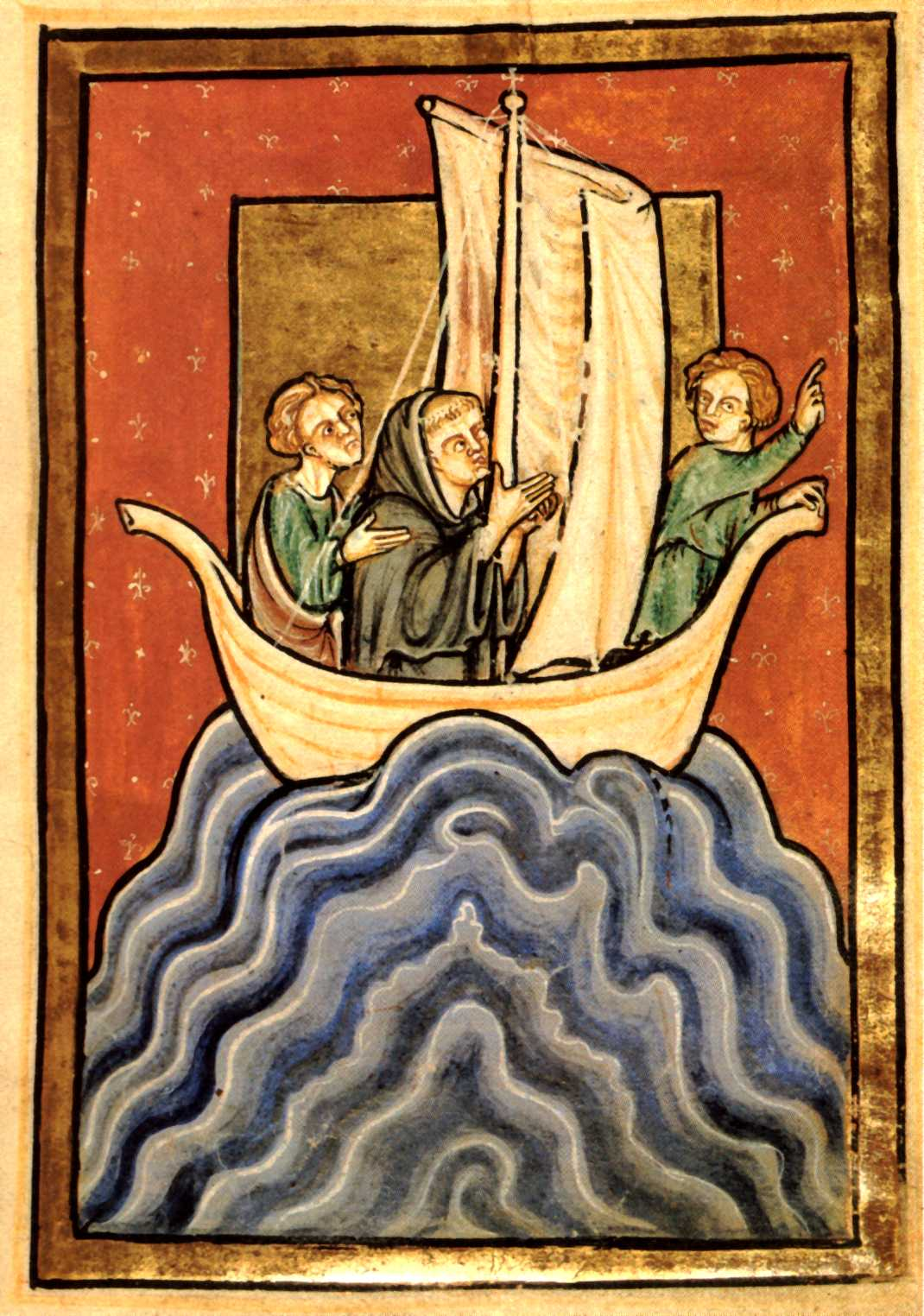
Miniatur aus einem Manuskript von Beda Venerabilis’ Vita sancti Cudbercti aus dem 12. Jahrhundert.

Bischof Eadfrith unterstützte den Kult um St. Cuthbert und ließ zwischen 699 und 705 eine Hagiographie von einem anonymen Autor erstellen. Um 720 veranlasste er Beda Venerabilis das Buch über Das Leben des heiligen Vater Cuthbert zu überarbeiten und eine Lyrik- sowie eine auf Augenzeugenberichte gestützte erweiterte Prosafassung zu schreiben. Um 730 ließ Bischof Æthelwald zu Ehren St. Cuthberts ein kunstvoll gearbeitetes Steinkreuz errichten, auf dem auch sein eigener Name eingemeißelt war.
Bischof Eardulf beschloss im Jahr 875, Lindisfarne aus Furcht vor dänischen Wikingern zu verlassen. Die Mönche betteten den Kopf St. Oswalds und die Knochen St. Aidans zu den sterblichen Überresten des Heiligen Cuthbert in einen einfachen Holzsarg. Auch die Reliquien der heiligen Bischöfe Eadberht, Eadfrith und Æthelwald nahmen die Mönche mit. Die Flucht vor den brandschatzenden Wikingern führte sie sieben Jahre lang kreuz und quer durch das Land. Eardulf wollte im Jahr 882 mit einigen Mönchen die Reliquien nach Irland in Sicherheit bringen. Der Legende nach kam ein Sturm auf, das ins Boot gespülte Wasser verwandelte sich zu Blut, und widrige Winde trieben das Boot zurück ans Ufer, was als ein von Cuthbert gesandtes himmlisches Zeichen verstanden wurde. Nachdem der christliche Däne Guthfrith I. König von Jorvik geworden war, entspannte sich die Lage, und Eardulf und seine Mönche siedelten in Cuncacestre (Chester-le-Street) und errichteten dort auch den neuen Sitz der Bischöfe von Lindisfarne.
Einige Zeit später plünderten Schotten das Kloster Lindisfarne. St. Cuthbert soll bewirkt haben, dass das ganze feindliche Heer in einer Erdspalte versank.

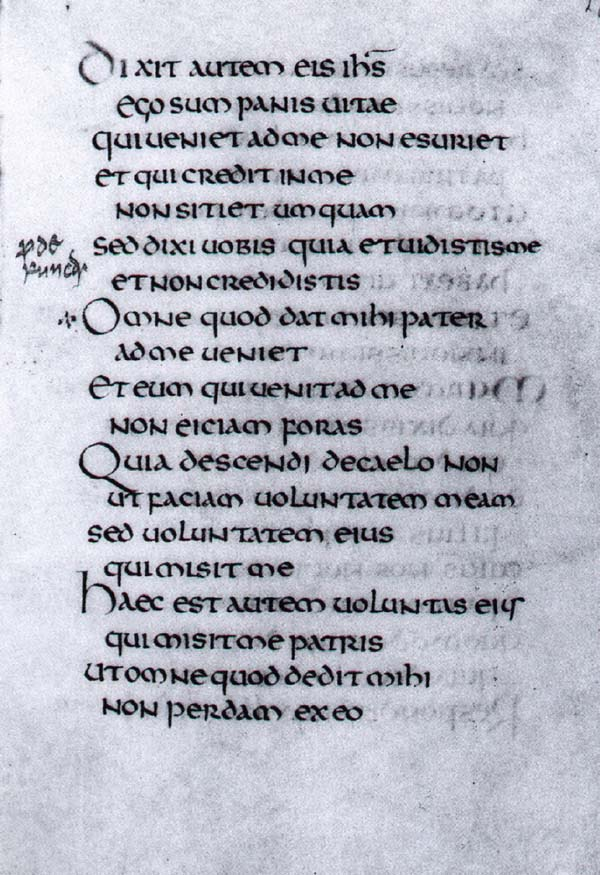
Blatt aus dem Stonyhurst Gospel: Joh. 6,35–39a

Bischof Aldhun überführte 995 Cuthberts Gebeine von Chester nach Durham und weihte 998 eine steinerne Kirche als Ruhestätte des heiligen Cuthbert. 1104 wurde Cuthberts Grab erneut geöffnet und sein Leib in die neue normannische Kathedrale umgebettet. Bei der Öffnung des Sarges fand man ein kleines gebundenes Johannesevangelium, heute bekannt unter dem Namen Stonyhurst Gospel. Der Kodex ist seit 2011 im Besitz der British Library, die ihn für 15,1 Millionen Dollar auf einer Auktion erwarb. Der Sarg diente daneben auch zur Unterbringung des Kopfes von St. Oswald, der dem Cuthbert auf manchen Darstellungen beigegeben ist. Der prächtige Schrein, in dem Cuthbert nun ruhte, wurde zum Anziehungspunkt für zahlreiche Pilger. Die Schätze, die dem Kloster gestiftet wurden, sind in mehreren noch heute erhaltenen Registern verzeichnet. Neben Kostbarkeiten aus Edelsteinen und Gold finden sich hier merkwürdige Dinge wie die Klaue eines Greifen, mehrere Greifeneier, Holz von dem Baum, unter dem Abraham den drei Engeln begegnete, ein Stück vom Stab Moses sowie viele Kleidungsstücke anderer Heiliger.
Im Jahre 1540 wurde das Kloster Durham von Heinrich VIII. enteignet und die Schätze eingezogen. Der Schrein des heiligen Cuthbert wurde aufgebrochen; man fand den Leichnam immer noch unversehrt, mit seinen Messgewändern bekleidet. Später begrub man ihn in der Kathedrale von Durham, hinter dem Altar unter einer Marmorplatte, wo er heute noch ruht. Als das Grab 1826/1827 erneut geöffnet wurde, fand man nur ein Skelett mit verrotteten Kleidern; einige Reliquien wurden entnommen. James Raine entlarvte den angeblich unverwesten Körper des Heiligen als fromme Fälschung.
Cuthbert ist einer der bedeutendsten Heiligen der angelsächsischen Kirche.
- Gedenktag katholisch: 20. März

in England, Rouen, Schottland, Skandinavien: Übertragung der Gebeine: 4. September
- Gedenktag anglikanisch: 20. März[14]
- Attribute: Fischotter oder Schwan, Feuersäule
- „Wundertäter von Britannien“
- Nationalheiliger der angelsächsischen und der keltischen Kirche
- „Schutzpatron von Northumbria“
- Patron der Seefahrer